# Dmytro Shutkov
Dmytro Shutkov est un footballeur né le 3 avril 1972 à Donetsk (Ukraine).
C'est un gardien de but qui a passé toute sa carrière au Chakhtior Donetsk (presque 300 matchs en championnat d'Ukraine).
Il est aussi apparu à cinq reprises en équipe d'Ukraine. Il est le joueur ayant joué le plus d'années au Chakhtior Donetsk et a pris sa retraite de footballeur en juin 2008.

## Palmarès
Chakhtar Donetsk
- Championnat d'Ukraine
  - Champion : 2002, 2005, 2006 et 2008.

- Coupe d'Ukraine
  - Vainqueur : 1995, 1997, 2001, 2002, 2004 et 2008
  - Finaliste : 2003, 2005